# Черепкай, Роман
Рома́н Черепка́й (словац. Roman Čerepkai; 6 апреля 2002, Братислава) — словацкий футболист, нападающий клуба «Кошице».

## Клубная карьера
Роман начал свою футбольную карьеру в академии братиславского «Слована» с 2009 по 2018 год. В январе 2019 года он ненадолго перешёл в юношескую команду итальянской «Сампдории», но уже летом вернулся в «Слован» и выступал за его вторую команду во второй лиге Словакии.
В июле 2022 года он подписал контракт с чешским клубом «Теплице». В сезоне 2022/23 выступал в аренде за словацкий «ВиОн»: сыграл около 29 матчей и забил 5 голов. В «Теплице» в чемпионате Чехии он принял участие в 31 матче и отметился одним голом.
В январе 2025 года Черпкай перешёл в словацкий «Кошице», подписав контракт до 2027 года. К маю 2025 года за новый клуб он провёл 13 игр и забил 4 мяча.

## Карьера в сборной
С 2018 по 2019 год Черепкай выступал за юношескую сборную Словакии U17, где провёл 6 матчей и забил 2 гола. Впоследствии привлекался к матчам других юношеских команд Словакии, включая сборные до 18, до 19.
4 июня 2025 года был включен в окончательную заявку молодёжной сборной на молодёжный чемпионат Европы 2025.